# Og Såd'n Noget
Og Såd'n Noget er det det første opsamlingsalbum fra den danske rapgruppe MC Einar. Albummet blev udgivet på Pladekompagniet i 1994. Det indeholder sange fra gruppens to tidligere albums Den Nye Stil (1988) og Arh Dér! (1989).

## Trackliste
1. "Hva´ Fanden Er Det For En Tid At Komme På?" - 3:52
2. "Kronisk På Røven" (Remix) - 2:52
3. "Provokerer Onanerer" - 3:38
4. "Kniber" - 4:23
5. "En Af Den Slags Dage" - 7:52
6. "Søndag Formiddag Blues" (Genindspilning) -3:59
7. "Arh Dér!" - 4:51
8. "Slap A´" - 4:07
9. "Panik" - 5:24
10. "Sorgenfri Rap" - 2:27
11. "Mette Medium" (Genindspilning) - 3:38
12. "Poptøs" - 4:37
13. "Udkrads II" - 0:57
14. "Jeg Har Det Fint" - 3:00